# Шлифер, Леонид Иосифович
Леонид Иосифович Шлифер (1927—2008) — советский и украинский деятель сельского хозяйства.
Дважды Герой Социалистического Труда (1965, 1986).

## Биография
Родился 1 апреля 1927 года на хуторе Новая Оситняжка Александровского района Шевченковского округа (ныне не существует).
С 1949 года — заведующий финансовым отделом Новоархангельского районного исполнительного комитета.
С 1952 года — председатель колхоза «Заря коммунизма» (с. Тимофеевка Новоархангельского района).
С января 1953 года — директор сельхозпредприятия «Заря».
Работал директором ООО «Хлебороб Украины»(с. Надлак Новоархангельского района), генеральным директором ООО «Добробут» с. Надлак Новоархангельского района Кировоградской области Украины.
Участвовал во Всесоюзном собрании представителей советов колхозов союзных республик 14 марта 1975 года.
Был народным депутатом разных уровней, в том числе Верховного Совета СССР, делегатом трех съездов КПСС.
В 2000 году вышел на пенсию.
Умер 19 ноября 2008 года. Похоронен в Киеве на Байковом кладбище (участок № 33).

## Награды
- Дважды Герой Социалистического Труда.
- Пять орденов Ленина.
- Украинский орден «За заслуги» II степени.[7]
- «Заслуженный работник сельского хозяйства СССР» (1991).[8]